# 梅川和実
梅川 和実（うめかわ かずみ、1972年11月24日 - ）は、日本の漫画家。香川県出身。女性。既婚。代表作に『ガウガウわー太』等がある。初期の頃のPNとして、「宇夢和実」（うむかずみ）がある。

## 経歴
- 1997年に獣医師免許を取得した後、麻布大学獣医学部獣医学科を卒業。静岡の動物病院にて獣医師として勤めていた経歴を持つ。
  - 同人誌やアンソロジー本の制作にも積極的であり、コミケやその他イベントにも頻繁に参加している。
- 1999年に『月刊少年ガンガン』（エニックス（当時））にて『時間ですよ』でデビュー。
- 2001年より『週刊コミックバンチ』（新潮社）にて『ガウガウわー太』の連載を開始する。
- 2010年5月、「COMITIA」内で活動する漫画家を募り「まんが屋部」を立ち上げた。
- 2010年8月15日に「コミックマーケット78」で配布した同人誌で妊娠を、また本人ブログ9月10日付記事で、上記に加えて入籍したことを明らかにした。
- 2011年2月15日、本人ブログ2月15日付記事で、2月6日に女児を出産したことを報告した。
- 2011年4月3日、本人ブログ4月3日付記事で、Twitterを始めたことを報告した。

## 作品リスト
- 時間ですよ（デビュー作。『月刊少年ガンガン』1999年8月号掲載。宇夢和実名義）
- 太陽革命（2000年から2001年にかけて『コミックフラッパー』（メディアファクトリー）にて掲載された読切。宇夢和実名義）
- ガウガウわー太
- そら☆みよ（『コミックハイ!』（双葉社）にて連載、全1巻）
  - 2007年9月11日初版発行 ISBN 978-4-575-83395-9
- スノーホワイト 〜君に舞う雪〜（『YOUNG ANIMALあいらんど』（白泉社）にて連載、全1巻）
  - 2008年12月29日初版発行 ISBN 978-4-592-14296-6
- 「あんな」（『月刊ヤングジャンプ』（集英社）2009年12月号から2010年2月号にかけて短期集中連載）
- となりの工学ガール（『まんがタイムファミリー』（芳文社）2010年4月号から連続ゲスト、同年7月号から9月号まで連載、後に『まんがタウン』（双葉社）に移籍し2013年8月号より2014年5月号まで連載、双葉社より全1巻）
  - 2014年6月27日初版発行 ISBN 978-4-575-94413-6
- 新米日記〜梅川和実の妊婦体験〜（2011年5月号から『電撃コミックジャパン』（アスキー・メディアワークス）にて不定期連載）
  - 妊婦な日々。〜漫画家梅川和実の妊娠体験記〜（2013年7月27日、一迅社。上記『新米日記〜梅川和実の妊婦体験〜』をまとめた単行本。ISBN 978-4-7580-6407-1）
- ファミスポ鈴成さん（『週刊漫画ゴラク』（日本文芸社）2011年7月15日号から不定期連載、四コマ漫画）
- チェリーガーデン（『おと☆娘』（ミリオン出版）2012年Vol.8に予告編掲載、Vol.9から2013年の最終号（『おと☆娘Ω』）まで連載、オトコの娘漫画）
- ユータロー水天一碧!（『コミック アース・スター』（アース・スター エンターテイメント）にて2015年1月19日より連載）